# Kagemusha - L'ombra del guerriero
Kagemusha - L'ombra del guerriero (影武者?, Kagemusha, lett. "Guerriero ombra") è un film del 1980 diretto da Akira Kurosawa.
Ambientato nel Giappone del Cinquecento, il film si ispira alla figura del daimyo Shingen Takeda e culmina con la battaglia di Nagashino del 1575. È la storia di un ladruncolo che viene istruito per impersonare un signore della guerra per dissuadere i daimyo nemici dall'attaccare il clan, vulnerabile dopo la morte del signore.
Generalmente considerato un'ottima riproduzione del Giappone feudale, con le sue guerre intestine, il film ha vinto la Palma d'oro del Festival di Cannes 1980 ex aequo con All That Jazz - Lo spettacolo comincia di Bob Fosse.

## Trama
Siamo a metà del XVI secolo, nel Giappone afflitto dalla guerra Sengoku. Takeda Shingen è il daimyō (o capoclan) del clan Takeda e uno dei tre maggiori signori della guerra che si contendono la conquista della capitale imperiale Kyōto e la possibilità di unificare il Giappone, insieme a Oda Nobunaga e Uesugi Kenshin. Shingen incontra suo fratello Nobukado e un ladro senza nome, che quest'ultimo ha incontrato per caso e risparmiato dalla crocifissione a causa della strana somiglianza del ladro con Shingen. Concordandosi sul fatto che si sarebbe rivelato utile come doppio, i due fratelli decidono quindi di usare il ladro come kagemusha, cioè sosia.
L'esercito del clan Takeda è impegnato nell'assedio del castello di Noda, che viene difeso allo stremo, ma ogni sera, all'arrivo del crepuscolo, un soldato si esibisce sugli spalti del castello in un'esecuzione di flauto che gli assedianti rimangono ad ascoltare ammirati. La notizia giunge alle orecchie di Shingen, che fa approntare un palco per godersi l'esibizione, ma un cecchino lo nota e lo ferisce mortalmente con un colpo di archibugio. Il panico si diffonde tra gli assedianti e l'agonizzante Shingen, circondato da un gruppetto di testimoni, lascia al figlio e ai baroni seguaci il compito di celare per tre anni la notizia della propria morte, onde evitare di demoralizzare le truppe. La notizia si diffonde però ugualmente senza alcuna conferma, e i suoi rivali, Nobunaga, Kenshin e Tokugawa Ieyasu, contemplano le conseguenze dell'ordine di Shingen all'esercito, ancora ignaro della sua morte, di ritirarsi.
Il barone Nobukado, il fratello del defunto, convince i vassalli del clan Takeda ad utilizzare il kagemusha a tempo pieno. Questi stenta però a calarsi nel suo ruolo e ben presto sopravviene il suo istinto di ladro; persino lui è inizialmente ignaro della morte di Shingen, fino a quando non tenta di rompere una grossa giara nel palazzo, credendo che contenga un tesoro, e trova invece al suo interno il cadavere imbalsamato di Shingen. Considerandolo inaffidabile, i capi del clan optano per rivelare la morte del loro leader e decidono quindi di gettare segretamente il cadavere di Shingen nel lago Suwa.
Le spie che lavorano per Tokugawa e il suo alleato Oda assistono alla scena e, sospettando che Shingen sia realmente morto, vanno a riferire quanto accaduto, ma il kagemusha, ascoltando le spie, si scopre patriottico e accetta il suo ruolo: sfruttando la sua somiglianza con Shingen, imitandone i gesti e imparando di più su di lui, inganna i feudatari, le concubine e, dopo qualche perplessità, anche il nipotino, che era molto vicino a Shingen. Poco convinti, però, i nemici dei Takeda decidono di forzare la mano attaccando un castello di confine. Tra i Takeda, a mordere il freno è soprattutto Katsuyori, figlio del defunto ma scavalcato dal nipote nella linea ereditaria.
Quando il kagemusha deve presiedere a un consiglio del clan per pianificare come rispondere agli attacchi provocatori compiuti da Tokugawa contro i castelli di confine di Takeda, Nobukado gli chiede di non parlare ma di limitarsi a concordare con il piano dei generali. Ma essendo Katsuyori infastidito dalle scelte del defunto padre, decide di mettere alla prova il kagemusha di fronte al consiglio e gli chiede direttamente quale linea di condotta pensa debba essere presa. Dopo una lunga pausa, il kagemusha risponde "una montagna non si muove" con un tono convincente alla maniera di Shingen, tanto da impressionare ulteriormente i generali.
Nel 1573, Nobunaga mobilita le sue forze per attaccare Azai Nagamasa, continuando la sua campagna nel centro di Honshū per mantenere il suo controllo di Kyoto contro la crescente opposizione. Quando i clan Tokugawa e Oda lanciano un attacco sul territorio di Takeda, Katsuyori inizia una controffensiva contro il consiglio di altri generali. Costretto a guidare i rinforzi nella battaglia di Takatenjin del 1574, il kagemusha aiuta a ispirare le truppe alla vittoria.
Il kagemusha riesce così a mantenere la finzione per quasi tre anni, il tempo stabilito dal defunto Shingen, ma un giorno si tradisce per un banale incidente: mentre gioca con il nipotino, in un impeto di fiducia eccessiva, non resiste alla tentazione di montare sul cavallo del defunto signore, che lo disarciona. Le concubine accorrono a soccorrerlo e si accorgono che l'uomo non ha sulla schiena una cicatrice di battaglia che lo rende riconoscibile. Finita così la messinscena, il kagemusha riceve un premio in denaro e viene allontanato, e i feudatari decidono che Katsuyori, il figlio del defunto, è l'unico in grado di guidare il clan.
Ma Katsuyori confida troppo nelle proprie possibilità e muove con tutto l'esercito contro i nemici, i quali non aspettavano altro che una prima mossa dei Takeda. I baroni tentano inutilmente di dissuadere il nuovo signore, sapendo che Ieyasu e Nobunaga hanno fortificato una posizione inespugnabile a Nagashino, ma Katsuyori lancia testardamente le sue forze in un assalto allo scoperto contro uno spiegamento di fucilieri; pur vedendo la disparità di forze, i generali si sottomettono al sacrificio. Una dopo l'altra, due ondate di cavalleria e una di fanteria si lanciano all'aperto contro le posizioni fortificate, venendo però sterminate prima ancora di entrare in contatto. Il kagemusha, che ha seguito l'esercito di nascosto fino a Nagashino, cerca una morte inutile sul campo di battaglia, lasciandosi uccidere dalle armi da fuoco e segnando così la fine definitiva dei Takeda.

## Produzione
Dopo l'esperienza della produzione sovietica di Dersu Uzala - Il piccolo uomo delle grandi pianure, girato in Siberia, Kurosawa vorrebbe portare sullo schermo le Memorie dal sottosuolo di Dostoevskij, ma abbandona il progetto giudicato troppo impegnativo. Accarezzata, e rimandata, una trasposizione da Shakespeare (il Re Lear che diventerà il suo film successivo, Ran), il regista si immerge nell'immaginario del XVI secolo, al tempo della riunificazione nazionale del Giappone. Già nel 1944, durante la guerra, avrebbe voluto affrontare il soggetto, stimolato dalla possibilità di ricostruire la battaglia di Shidaragahara (設楽原, attualmente Shinshiro), ma i cavalli erano requisiti per le operazioni belliche; aveva quindi ripiegato sul soggetto di Gli uomini che mettono il piede sulla coda della tigre (1945).
Kurosawa dovette attendere quasi quattro anni per ottenere i finanziamenti necessari a produrre il film. I problemi con la Toho, storica casa di produzione dei suoi film, erano iniziati ai tempi della realizzazione di Barbarossa (1965): i previsti 50 giorni di riprese erano lievitati fino a 2 anni, diventando la produzione giapponese più lunga fino ad allora e una delle più costose. La reputazione di Kurosawa ne uscì danneggiata: fu accusato di essere «tirannico» e di farsi beffe di programmi e finanziamenti. Nel 1968 assieme ai registi giapponesi Masaki Kobayashi, Kon Ichikawa e Keisuke Kinoshita creò una casa di produzione indipendente e realizzò Dodes'ka-den (1970), che fu però un insuccesso commerciale e gli precluse la possibilità di ottenere in patria l'appoggio per future produzioni.
Sempre nel 1970 Kurosawa accettò di partecipare al film Tora! Tora! Tora!, ma ne fu escluso a seguito di divergenze con la 20th Century Fox. Fu a questo punto che, nel dicembre 1971, Akira Kurosawa tentò il suicidio. Successivamente la Mosfil'm gli propose di girare un film in Unione Sovietica e il risultato fu Dersu Uzala (1975), che vinse il premio Oscar per miglior film straniero. Nonostante ciò, pochi anni dopo la casa di produzione da lui fondata fallì e la Toho, in declino, non manifestò l'intenzione di finanziare un nuovo ambizioso progetto del regista. Kurosawa, perciò, in attesa di fondi, si dedicò alla progettazione del nuovo film, scrivendo e dipingendo.
Solo grazie all'appoggio dei registi statunitensi George Lucas e Francis Ford Coppola, Kurosawa poté ottenere il sostegno della 20th Century Fox e della Toho. Entrambi erano profondi ammiratori del regista giapponese; in particolare, Lucas si era ispirato a La fortezza nascosta (1958) dello stesso Kurosawa per il film Guerre stellari (1977), che aveva avuto un enorme successo e aveva consolidato la sua influenza sulla 20th Century Fox, produttrice del film. Lucas, perciò, assieme ad Alan Ladd, convinse la Fox a cofinanziare Kagemusha in cambio dei diritti di distribuzione internazionale. Al progetto si aggiunse anche Coppola e, dato il largo supporto proveniente dall'estero, la Toho accettò di partecipare. Il budget finale fu di circa 6 milioni di dollari, dei quali 4,5 forniti dalla Toho e i restanti dalla Fox.

## Distribuzione

### Date di uscita
Le date di uscita internazionali nel corso del 1980 sono state:
- 23 aprile in Giappone (影武者)
- maggio in Francia (Kagemusha, l'ombre du guerrier) (al Festival di Cannes)
- ottobre negli Stati Uniti al New York Film Festival
- 1º ottobre in Francia (Kagemusha, l'ombre du guerrier)
- 6 ottobre negli Stati Uniti
- 17 ottobre nella Germania Ovest (Kagemusha - Der Schatten des Kriegers)
- 24 ottobre in Finlandia (Kagemusha - varjokenraali)
- 30 ottobre in Svezia (Kagemusha - Spökgeneralen)
- 13 novembre in Belgio (De schaduw van de krijger) (a Gent)
- 21 novembre in Danimarca (Kagemusha - Krigerens skygge)
- 16 dicembre in Portogallo (Kagemusha - A Sombra do Guerreiro)
- 28 gennaio 1981 in Spagna (Kagemusha, la sombra del guerrero)
- 26 febbraio 1981 nei Paesi Bassi
- 26 marzo 1981 in Australia
- 23 aprile 1981 in Argentina (Kagemusha, la sombra del guerrero)
- 30 luglio 1981 in Colombia
- 26 marzo 1982 nella Germania Est
- 8 aprile 1982 in Ungheria (Árnyéklovas)
- 12 dicembre 1998 in Corea del Sud
- 24 luglio 2002 in Francia (nuova uscita)

### Edizione italiana
Il doppiaggio fu diretto da Mario Maldesi.

## Critica e accoglienza
Il film rappresenta il maggiore successo commerciale di Kurosawa, e ha vinto numerosi premi in Giappone e all'estero, dando inizio al decennio di maggior successo in campo internazionale per Kurosawa, gli anni '80. Al Festival di Cannes 1980, Kagemusha condivise la Palma d'Oro con All That Jazz - Lo spettacolo comincia. Kagemusha è stato anche nominato per ben due volte agli Academy Awards: Miglior scenografia (Yoshirō Muraki) e Miglior film straniero).
| Premio                      | Data di cerimonia | Categoria                    | Destinatari(o)                     | Risultato       | Nota/e |
| --------------------------- | ----------------- | ---------------------------- | ---------------------------------- | --------------- | ------ |
| Academy Awards              | 31 marzo 1981     | Miglior film straniero       | Akira Kurosawa                     | Candidato/a     | [ 12 ] |
| Academy Awards              | 31 marzo 1981     | Miglior scenografia          | Yoshirō Muraki                     | Candidato/a     | [ 12 ] |
| British Academy Film Awards | 1981              | Miglior Film                 | Akira Kurosawa, Tomoyuki Tanaka    | Candidato/a     | [ 14 ] |
| British Academy Film Awards | 1981              | Miglior Regista              | Akira Kurosawa                     | Vincitore/trice | [ 14 ] |
| British Academy Film Awards | 1981              | Miglior Fotografia           | Takao Saitô, Shôji Ueda            | Candidato/a     | [ 14 ] |
| British Academy Film Awards | 1981              | Migliori Costumi             | Seiichiro Momosawa                 | Vincitore/trice | [ 14 ] |
| Cannes Film Festival        | 9-23 maggio 1980  | Palma d'Oro                  | Akira Kurosawa                     | Vincitore/trice | [ 11 ] |
| César Awards                | 31 gennaio 1981   | Miglior Film Straniero       | Akira Kurosawa                     | Vincitore/trice | [ 15 ] |
| David di Donatello          | 26 settembre 1981 | Miglior Regista Straniero    | Akira Kurosawa                     | Vincitore/trice | [ 16 ] |
| David di Donatello          | 26 settembre 1981 | Miglior Produttore Straniero | Francis Ford Coppola, George Lucas | Vincitore/trice | [ 16 ] |
| Golden Globe                | 31 gennaio 1981   | Miglior Film Straniero       | Akira Kurosawa                     | Candidato/a     | [ 17 ] |
| Mainichi Film Awards        | 1980              | Miglior Film                 | Akira Kurosawa                     | Vincitore/trice | [ 18 ] |
| Mainichi Film Awards        | 1980              | Miglior Regia                | Akira Kurosawa                     | Vincitore/trice | [ 18 ] |
| Mainichi Film Awards        | 1980              | Miglior Attore               | Tatsuya Nakadai                    | Vincitore/trice | [ 18 ] |
| Mainichi Film Awards        | 1980              | Miglior Fotografia           | Yoshirô Muraki                     | Vincitore/trice | [ 18 ] |
| Mainichi Film Awards        | 1980              | Miglior Colonna Sonora       | Shin'ichirō Ikebe                  | Vincitore/trice | [ 18 ] |
| National Board of Review    | 26 gennaio 1981   | Miglior Film Stranieri       | Akira Kurosawa                     | Vincitore/trice | [ 19 ] |

## Analisi
A Shidaragahara (1575), Takeda Katsuyori, figlio del defunto Shingen, lanciò l'esercito in un insensato attacco frontale contro le posizioni fortificate di Oda Nabunaga. Costui aveva rivoluzionato l'arte della guerra in Giappone introducendo l'uso sistematico delle armi da fuoco: i suoi fucilieri a Shidaragahara sterminarono non solo la fanteria e la cavalleria Takeda, ma l'intero clan con tutti i vassalli.
La ricerca sul colore raggiunge in questo film effetti sorprendenti, grazie soprattutto alle vivide uniformi militari e alle bandiere che ogni soldato porta sulla schiena (rosso sangue, verde brillante, azzurro, giallo), colori molto saturi sullo sfondo arido del paesaggio. La pellicola dà i risultati migliori nelle scene di massa girate con la luce incidente, all'alba o al tramonto, e soprattutto nella ricostruzione della battaglia notturna, durante la quale dona al film il grandioso tono epico di un affresco medioevale.
La scena finale della battaglia di Nagashino invece è risolta dal regista attraverso lo sguardo del kagemusha e di Katsuyori, che osserva a distanza: si sentono i colpi d'arma da fuoco, le urla, si vedono i fucilieri, ma soltanto dopo il terzo attacco suicida viene mostrato il campo di battaglia con il tappeto di caduti, i feriti ricoperti di sangue, i cavalli agonizzanti.
Le sequenze che rimangono maggiormente impresse sono la battaglia notturna e l'ecatombe conclusiva, che entrano di diritto a far parte dell'ideale antologia delle battaglie cinematografiche. Per l'arditezza degli scorci, dei volumi, delle prospettive e la potente scansione ritmica sono accostabili alla Battaglia di San Romano di Paolo Uccello.

## Curiosità
- Nel piano sequenza iniziale l'attore Tatsuya Nakadai interpreta contemporaneamente i ruoli del principe Shingen Takeda e del ladruncolo.

## Riconoscimenti
- 1981 - Premio Oscar
  - Nomination Miglior film straniero (Giappone)
  - Nomination Miglior scenografia a Yoshirō Muraki
- 1981 - Golden Globe
  - Nomination Miglior film straniero (Giappone)
- 1980 - Festival di Cannes
  - Palma d'oro a Akira Kurosawa
- 1981 - Premio BAFTA
  - Migliore regia a Akira Kurosawa
  - Migliori costumi a Seiichiro Momosawa
  - Nomination Miglior film a Akira Kurosawa e Tomoyuki Tanaka
  - Nomination Migliore fotografia a Takao Saitō e Shôji Ueda
- 1981 - Premio César
  - Miglior film straniero a Akira Kurosawa
- 1980 - National Board of Review Award
  - Migliori dieci film
- 1981 - David di Donatello
  - Miglior regista straniero a Akira Kurosawa
  - Miglior produttore straniero a Francis Ford Coppola e George Lucas
- 1981 - Mainichi Film Concours
  - Miglior film a Akira Kurosawa
  - Migliore regia a Akira Kurosawa
  - Miglior attore protagonista a Tatsuya Nakadai
  - Migliore scenografia a Yoshirō Muraki
  - Miglior colonna sonora a Shinichirô Ikebe